# Diachora erebia
Diachora erebia är en svampart som först beskrevs av Syd. & P. Syd., och fick sitt nu gällande namn av P.F. Cannon 1991. Diachora erebia ingår i släktet Diachora och familjen Phyllachoraceae.   Inga underarter finns listade i Catalogue of Life.